# 普若佛市中心聖殿
普若佛市中心聖殿（Provo City Center Temple）是一座耶穌基督後期聖徒教會聖殿，位於猶他州普若佛，是耶穌基督後期聖徒教會的第166座聖殿和在猶他州的第16座聖殿。聖殿在2016年3月20日奉獻。
聖殿歷史
普若佛舊禮拜堂
普若佛市的歷史始於1849年9月，當時耶穌基督後期聖徒教會總會會長團帶隊從猶他堡（Fort Utah）出發，尋找建立城市的地點。計劃中的平方英里城市的中心街區將保留用於教堂和校舍。這個“公共廣場”是在當今的先驅者公園（位於中心街和西500號路）上標記的。但是，衝突和分歧再加上缺乏建築材料，使建造教堂減慢了速度。到1856年已經奠定了基礎，但楊百翰會長（Brigham Young）放棄該項目，並將普若佛的中心向東五個街區移動到今天的大禮拜堂街區。
普若佛舊大禮拜堂“舊大禮拜堂”是一座面對中心街的木材，土坯和石頭建築，於1861年竣工。楊百翰會長在1867年將其建成，並公開承認它“太小了”。新大禮拜堂的建造始於1883年，由約翰·泰來會長（John Taylor）領導。到1885年，這座耗資10萬美元的建築已經投入使用，甚至主辦了1886年和1887年的教會總會大會。建築物最終於1898年投入使用。大禮拜堂可容納1500人，其外部為磚砌結構，四個角處都有八角形的塔樓，高高的屋頂，毛玻璃窗，螺旋樓梯，以及精美的木製品，包括手工製作的雕刻的講台。多年來，大禮拜堂經過了重新裝修和翻新，最終於1986年9月重新修建。
大禮拜堂既接待了教會總會會長，又接待了美國的總統，第一任是1909年的威廉·霍華德·塔虎脱（William H. Taft）。這裡曾舉辦過各種音樂表演，開學典禮和大型集會，備受矚目的葬禮和不同信仰的聚會，以及社區愛國活動。
大火發生
靜坐了125年之後，普若佛大禮拜堂在2010年12月17日遭遇了一場悲劇，當時一場四聲大火被報導，發生在凌晨2：43，吞沒了這座建築-穿過木皮長椅，風琴，一架租來的Fazioli鋼琴，無價之寶先驅者工藝和原創藝術品。數小時之內，大約25名消防員的工作人員制服了火焰，並用水澆築了建築物。凌晨5:00左右，屋頂開始坍塌，在一個小時內完全塌陷，並拖著前護牆和牆壁的一部分。到中午時分，工作人員仍在浸透熱點，但仍然屹立不倒的外牆讓他們感到鼓舞。一整天淚流滿面的人群聚集起來，令人敬畏地望著標誌性建築物上冒出的黑煙。
經過三個半月的調查，普若佛消防局一份長達135頁的報告得出結論，指出一系列人為錯誤導致無情的大火燒毀了普若佛大禮拜堂的內部。事件發生時，照明技術人員為臨時舞台照明騰出空間，拆除了閣樓上的兩個300瓦燈具，並在不卸下燈泡的情況下將其安裝在了一個木製揚聲器箱上。火災發生前一晚，下午7:00照明燈亮起，其餘房屋照明燈亮起。表演者趕赴萊克斯·德·阿茲維多（Lex de Azevedo）的《格洛里亞》（Gloria）排練時。該報告估計，晚上9點30分，熱燈泡就點燃了音箱。並在每個人下午11:00離開時繼續燃燒。觀察員冒著火的跡像或弄錯了火的跡象，直到鄰居如新企業公司的一名保安人員在凌晨2:39看到煙霧從會幕屋頂冒出來。消防員很快接到電話.
大火發生後第二天在灰燼中最顯著的發現是哈里·安德森（Harry Anderson）的《第二次來臨》的複刻版畫，它描繪了耶穌基督穿過雲層，兩側都有守望的天使-這是耶穌基督後期聖徒教會聖殿中經常出現的照片。 坐在東前門內的大禮拜堂畫被殘留的火完全熏黑了，除了耶穌基督本人伸手不動的身影。 親眼看到這幅畫的人都很吃驚。 官員指示立即移除印刷品，以進行保護和穩定。 搬運時要格外小心，用塑料包裹，然後裝進等候的卡車中。 不尋常的事件被某些人稱為“聖誕節奇蹟”。
聖殿宣佈
在第181屆半年總會大會周六晨間大會的開幕詞中，多馬·孟森會長（Thomas S. Monson）宣布了聖殿宣布：“首先，請允許我提及，沒有教會建造的設施比聖殿更重要。 我們之間的關係被密封在一起，並通過永恆得以持久。我們感謝世界上所有的聖殿，並感謝他們在我們成員的生活中所帶來的祝福。” 然後，他宣布，去年12月被大火摧毀的普若佛大禮拜堂將被重建，作為普若佛市的第二座聖殿。宣布之後，大會中心充滿了驚喜。 普若佛，不久之後，歡樂的成員就在這座歷史建築附近的街道上滿是閃爍的相機和滿面春風的微笑。 “我們非常高興，”奧勒姆（Orem）居民凱·達文波特（Kay Davenport）說。 “我們將在這座城市建立兩個聖殿。”
奠基儀式
2012年5月12日，星期六，在十二使徒定額組的傑佛瑞·賀倫長老（Jeffrey R. Holland）主持的儀式中，普若佛市中心聖殿奠基儀式進行。 “真是一個令人驚嘆的地方！” 賀倫長老說。 他承認被這一場合深深打動了。 “你可以告訴人們，賀倫長老今天對這座聖殿的動工感到十分歡樂。” 普若佛大禮拜堂不幸失火後，教會的領導者考慮了該建築物空殼和尖塔的未來，並做出了決定。 賀倫長老說：“從大禮拜堂的灰燼中建造一座聖殿是神所指令的。” 在彼此相距數英里的範圍內擁有兩座聖殿是“對弟兄們會在這裡批准另一座聖殿的致敬。這對你們這裏的人是有很深意義”
聖殿設計
普若佛市中心聖殿通過精心保存和仔細研究原始禮拜堂的設計，重新奪回了前普若佛大禮拜堂的歷史美景。在大火中倖存的內部部件，包括木線條，紐柱和欄杆，被用作詳細的木製品和整個聖殿裏使用的其他設計元素的模型。
聖殿一共有四層-地上兩層，地下兩層。下層是帶有大天窗的洗禮室，更衣室，辦公室和新娘室，而下層是小教堂，恩道門室，印證室，大廳和其他辦公室。聖殿的主要入口在南側，靠近50輛地面停車場，並穿過245輛地下停車場。可以從南200號路和西100號路進入這兩個地段。
聖殿周圍的園林綠化十分廣泛，為普若佛市中心區帶來了茂盛的花園，樹木和綠地。酒店北側的公共花園和長凳每週7天每天24小時都開放。圍著聖殿的柵欄圍著聖殿-圍繞著聖殿的外圍是較低的圍欄，而聖殿周圍則是較高的帶柵欄的圍欄。與屋頂的1800年代設計相匹配的扇貝狀帶狀板被放置在屋頂上。特色包括一個宏偉的17英尺（5.2公尺），四層青銅維多利亞時代噴泉，帶有裝飾性噴頭，以及飾以舊大禮拜堂裏的柱子形式的頂飾。還有一個5290平方英尺（490平方公尺）的兩層維多利亞時式涼亭（地上一層，地下一層），位於南100號至南200號路之間，通過電梯連接到地下停車場，為非參加聖殿人提供了等候室和為舉行婚禮人提供了一間照相場所。
聖殿的外部反映了普若佛大禮拜堂的原始設計，其中有一個147英尺（45公尺）的宏偉的中央尖塔。約翰·約翰遜主教（John P.R.Johnson）等人在禮拜堂建造時反對該塔，並警告說這會給該建築造成太大壓力。三十多年後，當屋頂從長遠來看無法承受塔的重量時，該建議最終被人們採納。該建築在1913年受到部分譴責。然後，作為1917年改建的一部分（包括用彩色藝術玻璃窗替換毛玻璃窗），該塔倒下了，接著是1950年代的支撐平台。 1964年，人在商量消滅大禮拜堂的計劃，為商業發展和在其他地方建造的新的多樁設施讓路。但最終還是做出了改善場地和設施的決定，從而使其能夠更好地實現其目標。

## 外部連結
- Provo City Center Temple （页面存档备份，存于） (official)
- Mormon Temples: Provo City Center Temple （页面存档备份，存于） at MormonTemples.org, "[a] Resource for Neighbors and Communities", LDS Church
- Provo City Center Temple at LDSChurchTemples.com
- Provo City Center Temple Construction Blog （页面存档备份，存于）